# Соблаго (станция)
Соблаго — железнодорожная станция 5 класса Октябрьской железной дороги на линиях Великие Луки — Соблаго, Соблаго — Бологое-Московское, Соблаго — Торжок. Находится в посёлке Соблаго Пеновского района Тверской области
На станции имеется 4 пути, у первого пути с западной стороны имеется низкая платформа с примыкающим к ней зданием вокзала. Кроме того, от станции отходит подъездной путь на лесоперевалочную базу, основной груз, отправляемый со станции — лес. Станция связана прямым железнодорожным сообщением с Великими Луками (1 пара поездов в сутки), Бологое (1 пара поездов в сутки, плюс 3 раза в неделю поезд до Осташкова) и Кувшиново (2 пары в неделю), движение до Торжка отменено. Пассажирских поездов дальнего следования по станции нет (ранее ходил поезд Осташков — Москва).
Возле станции проходит автодорога 28К-0001 М-9 — Андреаполь — Пено — Хитино.
Соседние станции (ТР4): 068022 161 км, 068111 Жукопа, 069109 Пено.
Расстояние до узловых станций (в километрах): Бологое-Московское — 154, Торжок — 165, Великие Луки — 156.

## Коммерческие операции (параграфы)
- 1	Прием и выдача повагонных отправок грузов, допускаемых к хранению на открытых площадках станций.
- 3	Прием и выдача грузов повагонными и мелкими отправками, загружаемых целыми вагонами, только на подъездных путях и местах необщего пользования.
- О	Посадка и высадка пассажиров на (из) поезда пригородного и местного сообщения. Прием и выдача багажа не производятся.